# Saison 1 de Ninjago
 (mai 2018).
Si vous disposez d'ouvrages ou d'articles de référence ou si vous connaissez des sites web de qualité traitant du thème abordé ici, merci de compléter l'article en donnant les références utiles à sa vérifiabilité et en les liant à la section « Notes et références ».
Chronologie
Saison 2
Cet article présente le guide des épisodes de la première saison de la série télévisée d'animation américaine Ninjago. Elle se nomme La Menace des serpents, Rise of the Snakes en anglais. Elle est diffusée du 2 décembre 2011 au 11 avril 2012 aux États-Unis sur Cartoon Network entre 19h et 21h. En France, elle est diffusée du 18 avril 2012 au 20 juin 2012 sur France 3.

## Épisodes

### Épisode 1:La Légende des Serpents
- États-Unis : 11 janvier 2012 sur Cartoon Network
- Québec : 1er janvier 2012 sur Télétoon
- France : 18 avril 2012 sur France 3

### Épisode 2:La famille de Zane
- États-Unis : 18 janvier 2012 sur Cartoon Network
- Québec : 8 janvier 2012 sur Télétoon
- France : 25 avril 2012 sur France 3

### Épisode 3:La morsure du serpent
- États-Unis : 25 janvier 2012 sur Cartoon Network
- France : 2 mai 2012 sur France 3

### Épisode 4:Méfiez-vous des serpents!
- États-Unis : 1er février 2012 sur Cartoon Network
- France : 9 mai 2012 sur France 3

### Épisode 5:Le rassemblement des serpents
- États-Unis : 8 février 2012 sur Cartoon Network
- France : 16 mai 2012 sur France 3

### Épisode 6Le roi serpent
- États-Unis : 8 février 2012 sur Cartoon Network
- France : 17 mai 2012 sur France 3

### Épisode 7:Tic tac
- États-Unis : 22 février 2012 sur Cartoon Network
- France : 18 avril 2012 sur France 3

### Épisode 8:La Métamorphose de Jay
- États-Unis : 7 mars 2012 sur Cartoon Network
- France : 23 mai 2012 sur France 3

### Épisode 9:Les Forgerons Royaux
- États-Unis : 14 mars 2012 sur Cartoon Network
- France : 28 mai 2012 sur  France 3

### Épisode 10:Le Ninja Vert
- États-Unis : 21 mars 2012 sur Cartoon Network
- France : 30 mai 2012 sur France 3

### Épisode 11:Le Choix de Garmadon
- États-Unis : 28 mars 2012 sur Cartoon Network
- France : 6 juin 2012 sur France 3

### Épisode 12:Le Réveil du Grand Dévoreur
- États-Unis : 4 avril 2012 sur Cartoon Network
- France : 13 mai 2012 sur France 3

### Épisode 13:Le Jour du Grand Dévoreur
- États-Unis : 11 avril 2012 sur Cartoon Network
- France : 20 juin 2012 sur France 3